# Luis María Martínez y Rodríguez
Luis María Martínez y Rodríguez (9 de junio de 1881, Epitacio Huerta, Michoacán, México - 9 de febrero de 1956, México D.F., México) fue un obispo mexicano, místico, escritor, promotor de organizaciones religiosas y laicales así como Arzobispo Primado de México, el trigésimo segundo sucesor de Fray Juan de Zumárraga y custodio de la venerada imagen de la Virgen de Guadalupe del Tepeyac.

## Nacimiento y educación
Nació el 9 de junio de 1881 en la Hacienda Molino de Caballeros del Municipio de Epitacio Huerta lo que ahora es el poblado de San Antonio Molinos en el occidental estado de Michoacán. Fue hijo del asturiano Rosendo Martínez y de la mexicana Ramona Rodríguez; al morir su padre a los 12 días de nacido, lo amparó su tío materno el P. Casimiro Rodríguez Loaisa, quien era sacerdote capellán de la hacienda y vicario de Tepuxtepec Michoacán, quien luego fue trasladado a Puruándiro y después a Morelia donde falleció. La madre y el niño fueron acogidos por el otro hermano de la madre, Sabino. En enero de 1891, a los 9 años, ingresó como alumno al Seminario Menor de San José de Morelia y en 1897, a los 15 años pasó al Seminario Mayor.

## Sacerdocio
El 20 de noviembre de 1904, recibió el Sacramento del Orden con el grado de Presbítero en la Capilla del Arzobispo, siendo nombrado profesor del Seminario y poco después vicerrector y finamente rector, cargo que desempeñó durante 32 años. Siendo Canónigo de la Catedral de Morelia fue designado Administrador Apostólico de la diócesis de Chilapa el 6 de noviembre de 1922. Fue confesor y guía espiritual de la ahora Siervo de Dios María Angélica Álvarez Icaza desde 1915 hasta 1956. La Revolución Mexicana impulsó al sacerdote a fundar al menos 6 asociaciones de católicos  entre las que se cuentan la Asociación Nacional de Padres y Madres de Familia, los Círculos Obreros y la Unión Sacerdotal, y al estar al cuidado de ellas, tuvo que viajar por el país, entre 1917 a 1925. Durante la Guerra Cristera fue uno de los que estuvo escondido en los hogares de los fieles católicos.

## Episcopado
Fue consagrado Obispo Auxiliar de Morelia el 30 de septiembre de 1923. y coadjutor de a misma arquidiócesis el 10 de noviembre de 1934. Tras conocer a la Beata Concepción Cabrera de Armida, Monseñor Martínez, de la que fue su director espiritual, se une a las Obras de la Cruz, haciendo votos como Misionero del Espíritu Santo.   
Fue elegido para guiar la Arquidiócesis Primada de México el 20 de febrero de 1937, teniendo en cuenta sus virtudes, gran prudencia y su amistad con la familia del presidente Lázaro Cárdenas, dada la delicada situación que atravesaba el país, como por ejemplo, el término de la segunda Cristiada (1932-1934) o la continuación de la Primera Guerra Cristera (1926-1929).
Viajaba con frecuencia a España, donde poseía una casa solariega en Ballota, Asturias.
Ejerció su ministerio con prudencia, inteligencia y benevolencia logrando la paz entre la Iglesia y el Estado manteniendo una buena relación con Manuel Ávila Camacho. Murió a los 74 años, el 9 de febrero de 1956, víctima de esclerosis intestinal. Sus restos reposan en la Capilla de los Arzobispos de la Catedral Metropolitana de la Ciudad de México y actualmente se encuentra en proceso de beatificación.

## Otras actividades

### En el cine
En 1942 apareció en las primeras escenas de la película mexicana Jesús de Nazareth.

### Miembro de la Academia Mexicana de la Lengua
Fue nombrado miembro correspondiente de Academia Mexicana de la Lengua el 15 de mayo de 1950; pocos años más tarde fue nombrado miembro de número, tomó posesión de la silla XXIV el 30 de diciembre de 1953. Luis María Martínez era llamado "el santo del Espíritu Santo"; en el árbol genealógico se encuentra Josefa Martínez Sámano; luchadora incansable y ejemplo de vida, procreó 6 hijos. 

### Escritor
Escribió y se han publicado más de 30 libros, de los que se pueden mencionar algunos como: "Santa María de Guadalupe", "Consumación de la Unidad", "El camino regio del amor", "Divina Obsesión", "Espiritualidad de a Cruz", La Cadena de Amor".